# Ludovico de Torres (Salerno)
Ludovico de Torres, auch Luis de Torres, (* 1494 in Málaga, Spanien; † 13. August 1553 in Rom, Italien) war Erzbischof von Salerno.

## Leben

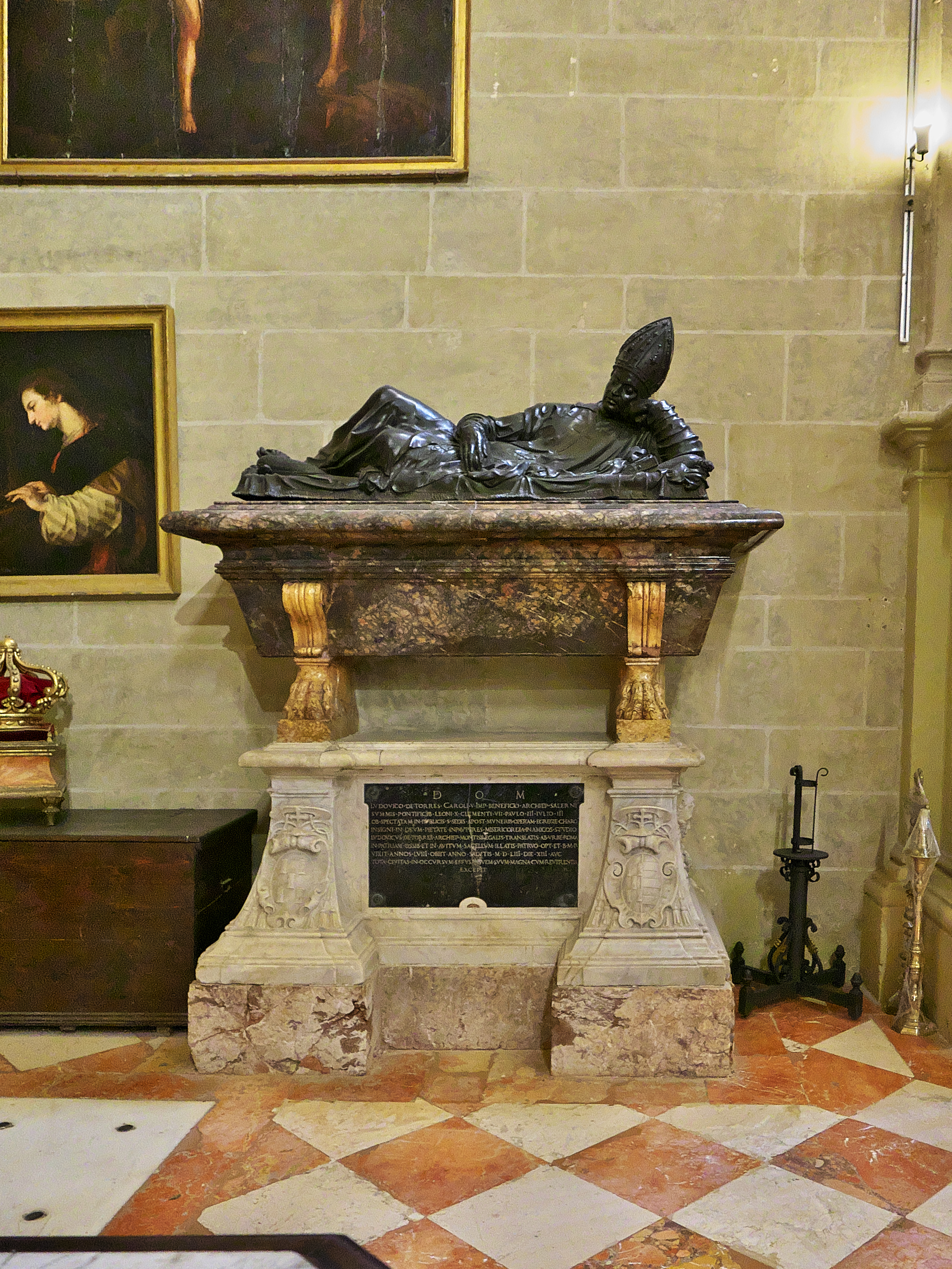
Grabmal von Ludovico de Torres (Kathedrale von Malaga)

Ludovico de Torres stammte aus einer spanischen Adelsfamilie. Sein Vater Hernando hatte den Titel eines „regidor perpetuo“ der Stadt Málaga erhalten. Er kam infolge der Italienischen Kriege von Karl V. nach Italien und war Sekretär von Papst Paul III. Seinem Neffen gleichen Namens Ludovico de Torres verhalf er in das Bischofsamt in Monreale.
De Torres wurde von Papst Paul III. zum Erzbischof des Erzbistums Salerno bestellt und stand vom 19. Dezember 1548 bis 13. August 1553 dem Erzbistum vor. Am 11. März 1549 empfing er die Bischofsweihe durch Kardinal Juan Álvarez y Alva de Toledo OP.
Er ließ 1542 den Palazzo Lancelotti-Torres, auf der Südseite der Piazza Navona in Rom liegend, erbauen. Der Palast befindet sich seit Erstellung in Familienbesitz.
In der Catedral de la Encarnación in Málaga befindet sich eine Bronzestatue von Ludovico de Torres.